# Wellington (Automobilhersteller)
F. F. Wellington war ein britischer Hersteller von Automobilen.

## Unternehmensgeschichte
Das Unternehmen aus London begann 1900 unter Leitung von Frank Wellington mit der Produktion von Automobilen. Der Markenname lautete Wellington. 1901 endete die Produktion. Außerdem wurden Fahrzeuge von Phébus importiert.

## Fahrzeuge
Das einzige Modell war eine kleine Voiturette. Ein luftgekühlter Einzylindermotor mit 2,5 PS Leistung, der im Heck montiert war, trieb die Hinterachse an.